# Frank Vincent (Musiker)
Frank Vincent (* 10. April 1938 in Falconer, New York; † 17. April 2014) war ein US-amerikanischer Jazzpianist, der in der Musikszene von Cincinnati aktiv war.
Frank Vincent spielte Anfang der 1960er-Jahre im Trio des Schlagzeugers Dee Felice; 1968/69 begleitete er James Brown bei Plattenaufnahmen in Cincinnati und Los Angeles. Außerdem arbeitete er mehrere Jahre mit dem Gitarristen Kenny Poole und dem Schlagzeuger Ron McCurdy, mit denen er im Carousel Inn in Sycamore Township auftrat. Das Frank Vincent Trio spielte außerdem regelmäßig in der Celestial Incline Lounge im Stadtteil Mount Adams.  Vincent nahm unter eigenem Namen zwei Alben auf, Close Enough for Jazz (2001) und Melange (2002), an denen der Bassist Mike Sharfe und der Schlagzeuger Marc Wolfley mitwirkten. Im Bereich des Jazz war er zwischen 1963 und 1998 an 19 Aufnahmesessions beteiligt, u. a. ein Duoalbum mit Cal Collins (Just Friends, 1989). Ein Schlaganfall und ein Herzinfarkt 2011 beendeten seine Karriere.